# Luçie Miloti
Luçie Miloti (ur. 11 maja 1930 w Szkodrze, zm. 16 maja 2006 w Tiranie) – albańska śpiewaczka (sopran). 

## Życiorys
Pochodziła z rodziny, która od pokoleń zajmowała się muzyką. W wieku 12 lat po raz pierwszy na scenie w rodzinnej Szkodrze, a wkrótce potem śpiewała w miejscowej rozgłośni radiowej. W 1944 występowała w Domu Kultury w Szkodrze, pod kierunkiem Prenka Jakovy.
W 1946 wraz z rodziną przeniosła się do Tirany, gdzie występowała jako solistka w Radiu Tirana, śpiewając pieśni ludowe i ucząc się sztuki wokalnej pod kierunkiem J. Truji. W 1947 rozpoczęła występy w Filharmonii Albańskiej, a od 1952 była solistką Państwowego Zespołu Estradowego. Po utworzeniu Zespołu Pieśni i Tańców Ludowych w 1957, związała się z tym zespołem i występowała jako jego solistka do końca swojej kariery artystycznej. W latach 50. występowała w kilkunastu krajach, w tym także w Polsce. Po koncercie w Warszawie, prasa określała ją "Słowikiem Bałkanów". W repertuarze Miloti było ponad 500 pieśni, szczególnie interesujące w jej wykonaniu były pieśni ze Szkodry. Od 1975 nie występowała na scenie.
W 1961 otrzymała od władz Albanii tytuł Zasłużonego Artysty (alb. Artist e Merituar). Jej imię otrzymała jedna z ulic w północnej części Tirany, a także jedna z nagród przyznawanych na Festiwalu Folklorystycznym w Tiranie.
Była mężatką (mąż Ludovik). Imię śpiewaczki nosi jedna z ulic w tirańskiej dzielnicy Bathore.